# Альбіно-Рок
Альбіно-Рок, раніше Вайт-Рок, — острівець на схід від острова Грейт-Палм, частина групи островів Грейт-Палм у Квінсленді, Австралія. Острів знаходиться під юрисдикцією Гінчінбрук і є частиною національного парку Острів Орфей.
Навколишні води знаходяться в морському парку Великого Бар'єрного рифу в Кораловому морі, яким керує Адміністрація морського парку Великого Бар'єрного рифу (GBRMPA). Колись на острові був маяк Альбіно-Рок. Старіша назва «Вайт-Рок» датується щонайменше 1939 роком.